# Campagnac, Tarn
Campagnac là một xã trong tỉnh Tarn thuộc vùng Occitanie ở miền nam nước Pháp. Xã này nằm ở khu vực có độ cao trung bình 323 mét trên mực nước biển.